# Jînd

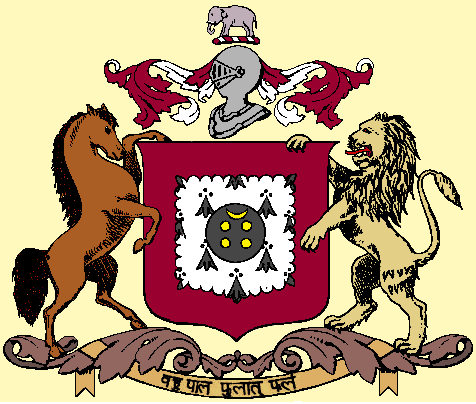
Blason

Jînd était un État princier des Indes, aujourd'hui État du Penjab. Conquise par les Britanniques, Jînd fut dirigée par des souverains qui portèrent le titre de « radjah » puis de « maharadjah » et qui subsista jusqu'en 1948.

## Liste des radjahs puis maharadjahs de Jînd de 1789 à 1948
- 1789-1819 Bagh Singh (1768-1819)
- 1819-1822 Fateh Singh (1784-1822)
- 1822-1834 Sangat Singh (1811-1834)
- 1837-1864 Sarup Singh (en) (v.1812-1864)
- 1864-1887 Raghubir Singh (en) (1832-1887)
- 1887-1948 Ranbir Singh (en) (1879-1948)
- 1948 Rajbir Singh (1918-1959)